# Mas-des-Cours
Mas-des-Cours è un comune francese di 23 abitanti situato nel dipartimento dell'Aude nella regione dell'Occitania.

## Società

### Evoluzione demografica
Abitanti censiti